# Affoltern am Albis
Affoltern am Albis (auf Zürichdeutsch: Affoltere [(ts) ˈɑfˑoltəɾə(n ɑm ˈɑlbis)], salopp auch Af(f)zgi) ist eine politische Gemeinde im Schweizer Kanton Zürich und seit 1837 der Hauptort des Bezirks Affoltern (älter: Knonauer Amt, volkstümlich Säuliamt). Es ist die bevölkerungsstärkste Gemeinde sowie das wirtschaftliche und kulturelle Zentrum des Bezirks. Die Einwohner von Affoltern heissen Affoltemer.
Seit 2001 hat Affoltern über 10'000 Einwohner und bezeichnet sich seit dem 1. Juli 2018 als Stadt.
Affoltern liegt an den bewaldeten Höhenzügen zwischen Albiskette und Reuss, die während der letzten Eiszeit geformt wurden, und ist seit dem 12. Jahrhundert namentlich bezeugt. Die politische Gemeinde gliederte sich im 19. Jahrhundert in die Zivilgemeinden Ober- und Unteraffoltern, Zwillikon und Loo-Fehrenbach.

## Geographie

### Geographische Lage
Affoltern liegt im Südwesten des Kantons Zürich und ist mit 10,56 km² nach Hausen am Albis, Mettmenstetten und Stallikon die viertgrösste Gemeinde im gleichnamigen Bezirk. Zur Gemeinde gehören die Ortschaften Affoltern und Zwillikon sowie die Weiler Loo, Ferenbach, Lochhof und Weid. Affoltern ist 15 Kilometer Luftdistanz von Zürich und ebenso weit von Zug gelegen.
Im Norden liegen Hedingen sowie ein kleiner Zipfel von Stallikon. Im Osten befindet sich die höhergelegene Gemeinde Aeugst am Albis. Im Süden liegt die flächenmässig grössere Gemeinde Mettmenstetten, im Westen Obfelden, Ottenbach und Jonen.

### Gemeindegebiet

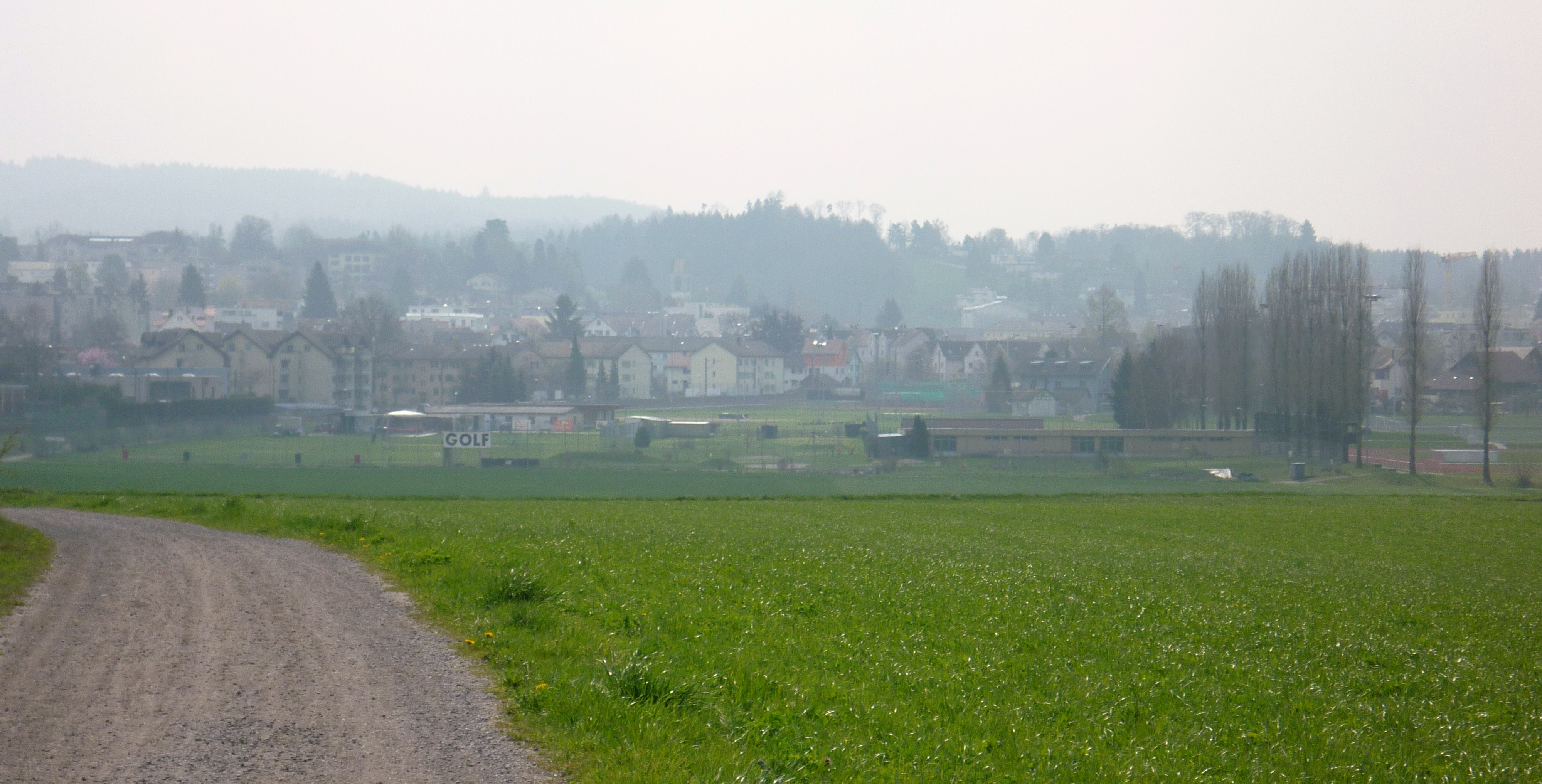
Sicht von Hedingen nach Affoltern, im Vordergrund der Golfplatz

Aufnahme des Flugpioniers Walter Mittelholzer von 1945

Der grösste Anteil des Gemeindegebiets wird von Landwirtschaftsflächen eingenommen, die 40,1 % umfassen. Weitere 28,2 % sind Wald, 24,2 % Siedlungsfläche, 6,6 % Verkehrsfläche und 0,3 % Gewässer (Stand 2018). Der nächste Berg ist der dicht bewaldete, 829 Meter hohe Aeugsterberg. Die nächstgelegenen Ausflugsberge sind der 869 Meter hohe Uetliberg und der 1039 Meter hohe Zugerberg.
Auf dem Gemeindegebiet von Affoltern liegen im Norden das Unterdorf und das Hedingerfeld. Das Unterdorf zieht sich nach Westen zum Oberdorf. Das Hedingerfeld ist ein ständig wachsendes Quartier an der Grenze zu Hedingen. An einigen Stellen sind Affoltern und Hedingen schon zusammengewachsen. Im Nordosten liegt die zu Affoltern gehörende Ortschaft Zwillikon. Im Süden liegt das Industriequartier. Im Südosten liegen das Jonental und die Wasserscheide zum Reppischtal, dazwischen die Ebene des Jonenbachs. Im Westen liegt unterhalb des Mühlibergs das Oberdorf.

### Geologie
In geologischer Hinsicht liegt Affoltern im Molassebecken des Schweizer Mittellandes. Das Becken wurde im Verlaufe des Tertiärs mit dem Abtragungsschutt der entstehenden Alpen aufgefüllt, wobei sich die Sedimente in verschiedene Schichten unterteilen lassen. Ablagerungen unter marinen Bedingungen werden als Meeresmolasse, solche unter fluviatilen Bedingungen als Süsswassermolasse bezeichnet. Die Gemeinde liegt westlich der Albis-Bergkette in einer sich gegen die Reussebene öffnenden Moränenlandschaft.
Die entscheidende landschaftliche Überprägung erhielten Affoltern und die Region durch den Vorstoss des Reussgletschers während der verschiedenen Eiszeiten. Durch den Gletscher wurden bereits existierende Talmulden vertieft und erweitert sowie neue Täler geschaffen.
Bestimmender Wasserlauf ist der Jonenbach, der in Hausen am Albis entspringt und durch Kappel am Albis, Mettmenstetten, Affoltern, Zwillikon und Jonen bis zur Mündung in die Reuss durchfliesst. Nach mehreren Überschwemmungen fanden am Jonenbach umfangreiche Hochwasserschutzmassnahmen statt. Im Jahre 2008 wurde im Jonental Richtung Kappel am Albis ein Rückhaltebecken gebaut.

### Klima
Affoltern liegt im Bereich der gemässigten Klimazone. Prägend für das Klima sind einerseits die Winde aus westlichen Richtungen, die oft Niederschlag heranführen, andererseits die Bise (Ost- oder Nordostwind), welche meist mit Hochdrucklagen verbunden ist, aber in allen Jahreszeiten kühlere Witterungsphasen bringt, als im Mittel zu erwarten wären. Der in den Alpentälern und am Alpenrand wichtige Föhn zeigt im Normalfall keine speziellen klimatischen Auswirkungen auf Affoltern. Die nächstgelegenen Klima-Messstationen von MeteoSchweiz befinden sich in Luzern und Zürich-Affoltern in 15 bzw. 25 Kilometern Entfernung. Beide Stationen liefern annähernd gleiche Werte. Daraus ergibt sich für Affoltern ungefähr eine Jahresdurchschnittstemperatur von 8,7 °C. Der kälteste Monat ist Januar mit −0,4 °C, der wärmste ist Juli mit 21,0 °C. Die Niederschlagsmenge beträgt rund 1100 Millimeter pro Jahr, wobei besonders während der drei Sommermonate aufgrund der konvektiven Niederschläge höhere Mengen gemessen werden als im Winter.

### Flora und Fauna
Die Flora von Affoltern und des gesamten Bezirks umfasst etwa 1100 Pflanzenarten; ohne Algen, Pilze, Flechten und Moose. In Affoltern sind Laubwälder, besonders der Waldmeister-Buchenwald, verbreitet. Auf Böden, die infolge höheren Tongehaltes oder ihrer Lage am Hangfuss bzw. an Muldenrändern feuchter sind, wird die Buche zusehends durch Berg-Ahorn und Esche verdrängt. Bärlauchfluren bestimmen deren Unterwuchs. In allen kalkreichen Laubmischwäldern ist der Türkenbund verbreitet. In der Region gibt es vor allem Vögel und Schlangen. Zugenommen haben die Bestände von Hausrotschwanz, Wacholderdrossel, Eichelhäher und Graureiher, abgenommen haben hingegen Gartenrotschwanz und der Kuckuck. Der Rotmilan ist der grösste Greifvogel in der Region.

## Geschichte

### Ortsname
Der Ortsname findet sich wohl erstmals 1044 bezeugt (Kopie aus späterer Zeit; die Zuordnung zu Affoltern am Albis ist nicht völlig sicher), und zwar in der Herkunftsbezeichnung Cuno de Affaltra («Kuno von Affoltern»). 1150 ist das Dorf als Alfeltre, vor 1190 als Afiltre und ab 1213 als Affoltre bezeugt. Die heutige Namensgestalt geht auf den Dativ der Mehrzahl des althochdeutschen Gattungswortes apholtra/affaltra («Apfelbaum») zurück, der 1249 noch in voller Form belegt ist: Cunradus et Iohannes fratres de Affoltron.

### Erste Ansiedlungen
Am Müliberg, im Äspli und im Dorf Affoltern wurden Grabhügel aus der Hallstattzeit gefunden. Von den an mehreren Stellen vermuteten Gutshöfen aus der Römerzeit ist hingegen bisher keine Spur nachgewiesen. Archäologische Sondierschnitte von 2001 im Rahmen des Autobahnbaus ergaben eine spärliche, aber konstante Streuung an vorgeschichtlichen und römischen Scherben, Ziegelfragmenten und Silex-Werkstücken. Bronzezeitliche Fundstellen belegen Siedlungsplätze zur entsprechenden Zeit in der Gegend und römische Funde eine intensive landwirtschaftliche Nutzung des Areals.

### Mittelalter

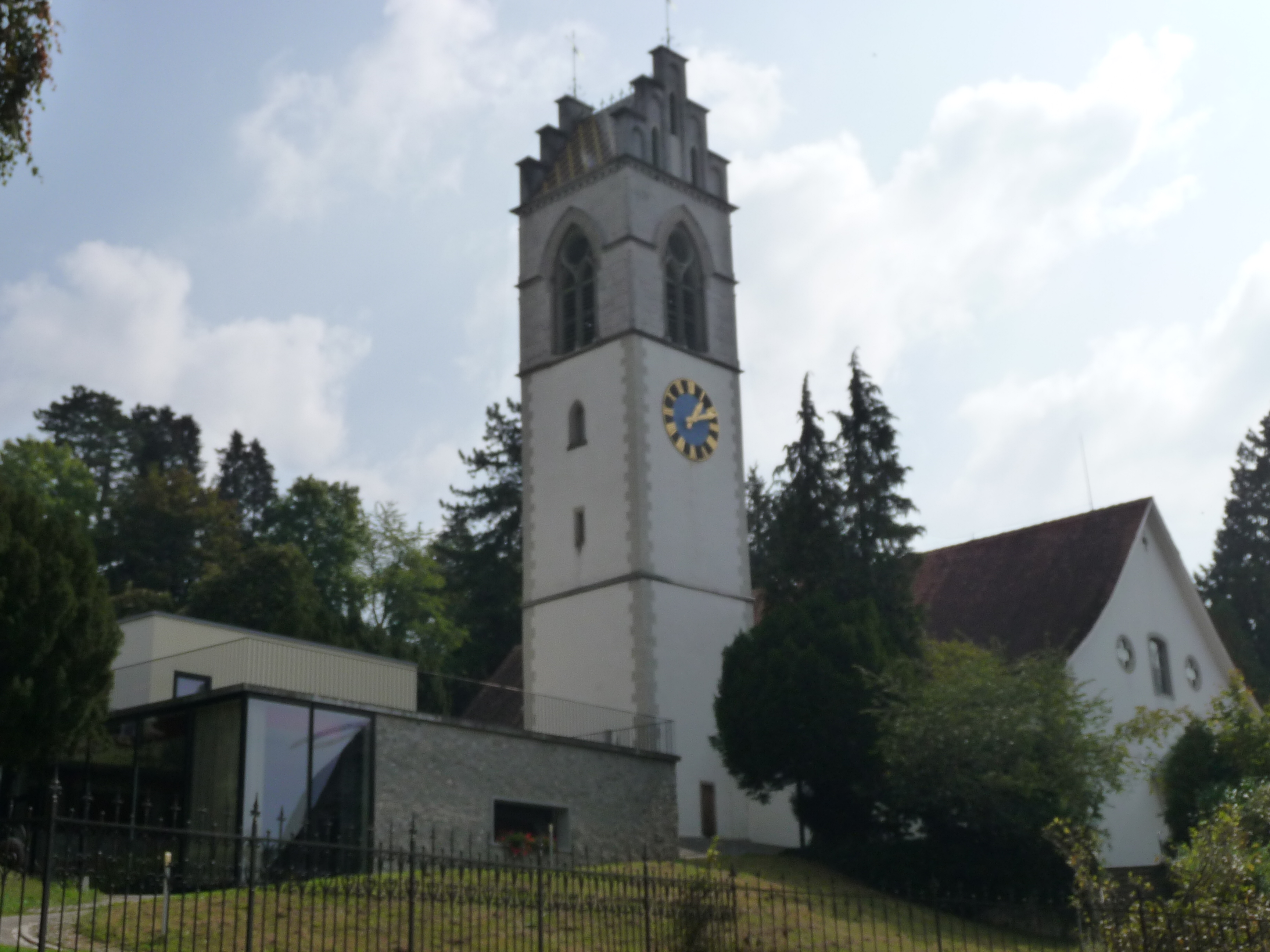
Reformierte Kirche

Früher gab es dem Jonenbach entlang nur vereinzelte Bauernhöfe und Ställe. Um die erste Jahrtausendwende wurde am Standort der heutigen reformierten Kirche eine Wegkapelle erbaut. Sie war quadratisch und hatte ein Ausmass von vier auf vier Meter und eine Mauerdicke von 30 Zentimetern, war in Richtung Westen geöffnet und östlich leicht abgerundet. Anlässlich der Kirchenrenovation im Jahr 1975 stiess man auf ihren Grundriss.
Im Jahr 1213 bestätigte Kaiser Friedrich II. nicht nur die Grundrechte der Klostergemeinschaft, sondern auch im selben Dokument eine erste Affoltemer Kirche. Demnach müssen die Klosterherren zwischen 1160 und 1170 einen Neubau in die Wege geleitet haben: Man riss die Mauern der bestehenden Wegkapelle nieder und fing praktisch an derselben Stelle noch einmal von vorne an. Zur Kirche gehörte ein kleines Bauerngut, dessen Ertrag dem Geistlichen zufiel. Dies steht in einer weiteren Urkunde aus dem Jahr 1303, in welcher der Name des ersten Pfarrers, Niklaus von Malters, festgehalten ist.
Die aus habsburgischer Zeit von 1173 bis 1415 überlieferten Gerichtsorte waren Rifferswil, Affoltern am Albis und Berikon.
Ab 1415 stand Affoltern unter der Herrschaft und Verwaltung Zürichs. In Affoltern am Albis wirkte ab 1517 der reformorientierte Leutpriester Jakob Näf. Er war verantwortlich dafür, dass 1526 die Messe abgeschafft wurde. 1528 beteiligte er sich an den Berner Glaubensgesprächen. Eine erste Auseinandersetzung in Kappel konnte durch Vermittlung durch die neutralen Orte verhindert werden und endete mit dem Ersten Kappeler Landfrieden. Der Zweite Kappelerkrieg im Jahre 1531 endete jedoch mit einer Niederlage der reformierten Orte. Zusammen mit Ulrich Zwingli kam Pfarrer Jakob Näf in der Schlacht um.
1533 zählte das Dorf 316 Einwohner, hundert Jahre später waren es doppelt so viele. In einer Schrift des damaligen Pfarrers Marx Stolz steht: «[…] beherbergte Affoltern im Jahr 1634 knapp fünfhundert Einwohner, Zwillikon deren 68 und die Weiler Loo, Fehrenbach und Loch zusammen 34. 5 Täufer und ihre Familien mitgerechnet, zählt die Kirchgemeinde jetzt 620 lebendige Seelen in 120 Haushaltungen.» Dass die Täufer separat und am Schluss erwähnt werden, weist darauf hin, dass sie auch in Affoltern einen schweren Stand hatten. 1645 wurde wegen der steigenden Bevölkerungszahl die bestehende Kirche vergrössert und in eine barocke Kirche umgewandelt. So bekam Affoltern die erste moderne Saalkirche im Kanton Zürich.

### Neuzeit
In den Jahren 1628/1629 und 1667/1668 wüteten Pestepidemien. In Affoltern starben über 200 Personen, ein Drittel der Bevölkerung, darunter Pfarrer Scheller mit sieben Kindern. Zu den Epidemien kamen die Hungersnöte, welche die Bevölkerung dezimierten. Zwischen 1648 und 1729 folgte eine Emigrationswelle, die bis 1750 viele Menschen nach Pennsylvania, Carolina und ins vom Dreissigjährigen Krieg entvölkerte Deutsche Reich führte. 1750 waren 10 Prozent der Bevölkerung weggezogen.
In der Landwirtschaft wurde die Dreifelderwirtschaft bis Ende des 18. Jahrhunderts beibehalten. 1786 gab es in Affoltern noch ein Dutzend Vollbauern. Baumwollspinnerei und -weberei im Verlagssystem bildeten ab 1700 eine wichtige nebenberufliche Einnahmequelle. Für ein Viertel der Einwohner war dies die einzige Erwerbsquelle. Um 1800 litten die Textilarbeiter unter dem politischen Chaos, das Napoleons Feldzüge in Europa verursachten. Nach der Niederlage der Aufständischen im Bockenkrieg von 1804 wurde unter anderem Gerichtspräsident Jakob Schneebeli als deren Anführer hingerichtet. Als Zeichen der Rehabilitation steht seit 1876 ein Märtyrerdenkmal am Bahnhofplatz. Nach Napoleons Sturz 1815 hatten stark steigende Preise für Nahrungsmittel Hungersnöte und eine hohe Sterberate zur Folge.
1829 wurde die neue Landstrasse fertiggestellt. Der Bezirk Affoltern wurde 1837 gebildet und stimmt in territorialer Hinsicht mit seinem Vorgänger, dem Oberamt Knonau, überein. 1837 sicherte der Kantonsrat dem Gemeinderat Affoltern am Albis schriftlich die Verlegung des Bezirkshauptorts von Knonau ins Zentrum des Bezirks, also nach Affoltern am Albis, zu.
Mit dem Einzug der Maschinenindustrie entstanden Webereien und Spinnereien, die für viele Affoltemer Bürger Arbeitsplätze schufen. Der Anzeiger aus dem Bezirk Affoltern erscheint seit 1847. Eine Baumwollspinnerei in Zwillikon und die Seidenstoffweberei Näf gingen wie die meisten Betriebe der Gründerzeit ein, nur die 1912 entstandene Mosterei-Genossenschaft (heute Ova-Produkte AG) blühte weiter. Der Kneipp-Kurort Affoltern am Albis, 1890 etabliert von Pfarrer Johann Jakob Egli aus Bonstetten, besteht seit etwa 1940 nicht mehr. Mit dem 1899 erstellten und nun abgebrochenen alten Casinosaal verschwand ein Zeuge aus der Zeit um 1900, als Affoltern während fast 20 Jahren als landesweit führender Kneipp-Kurort Geschichte machte und das Casino zur Erbauung der Kurgäste diente. Nur der denkmalgeschützte Kopfbau blieb erhalten und wird renoviert.

### 20. Jahrhundert bis heute
1874 wurde die erste Strassenbeleuchtung in Betrieb genommen. Sie bestand aus 17 Öllaternen, die vom Laternier nur im Winterhalbjahr bei der Abenddämmerung angezündet und um halb zehn Uhr wieder ausgelöscht wurden. 1902, nachdem in Obfelden eine Gasfabrik entstanden war, lösten 50 Gaslaternen die alte Beleuchtung ab. 1916 setzte sich die Elektrifizierung durch.

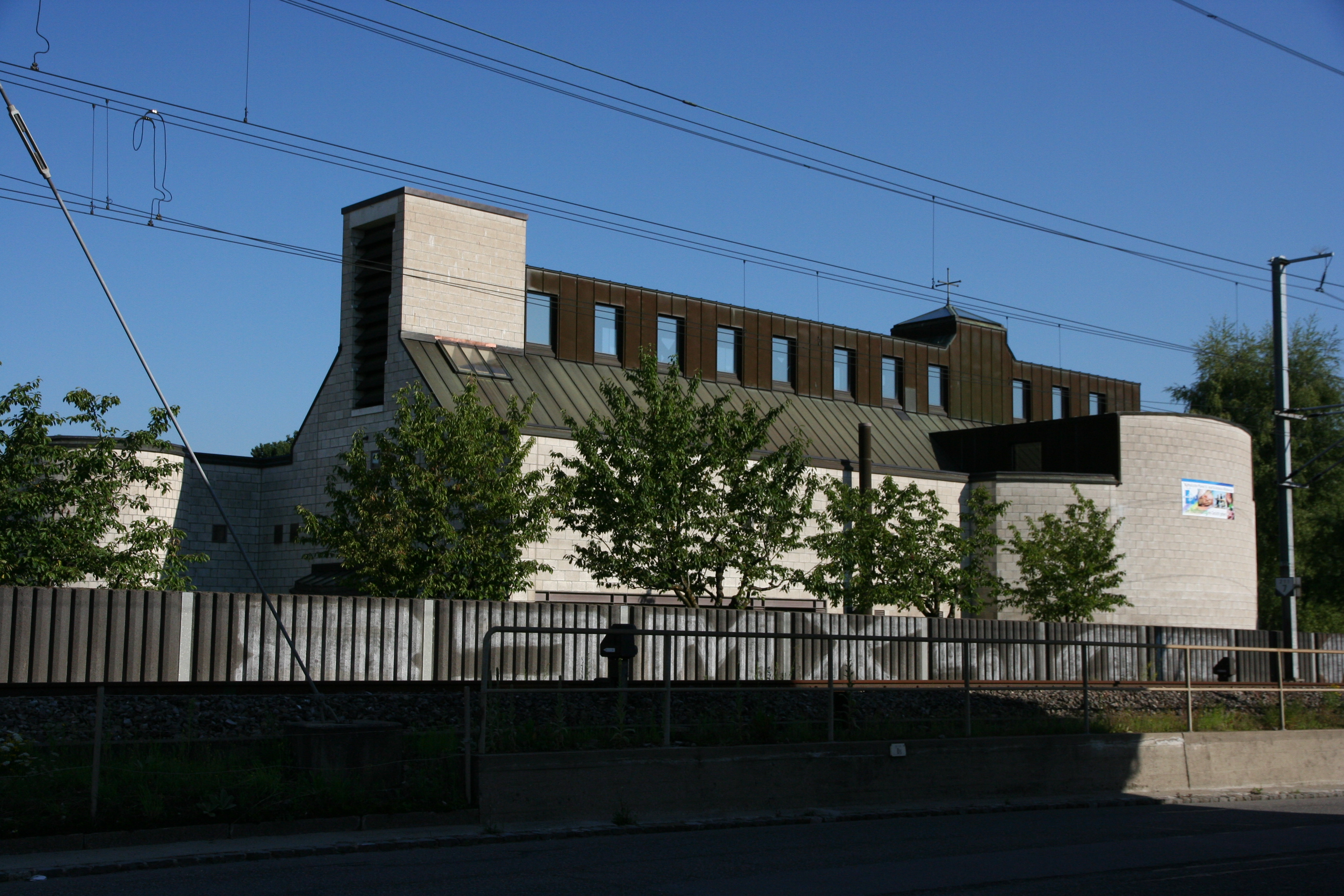
Kirche St. Josef

Die katholische Kirche von 1892 wurde 1981 gesprengt und 1983 durch die heutige Pfarrkirche St. Josef ersetzt. In den Jahren 1880 bis 1900 erfolgte ein Entwicklungsschub. Viele Betriebe wie etwa die Seidenstoffweberei, eine Textilfabrik und eine Nahrungsmittelfabrik wurden gegründet. Heute sind sie wieder verschwunden wie auch die Obstverwertungsgenossenschaft. Neben traditionsverbundenen Unternehmen haben sich neue Firmen und Geschäfte niedergelassen. Affoltern ist Sitz verschiedener öffentlicher Einrichtungen und Dienste, die sich gegenseitig ergänzen und ein Netz sozialer Sicherheit bieten.
Durch den Ersten Weltkrieg wurde die Versorgungslage kritisch, da die Einfuhren stark eingeschränkt wurden und die Rationierung von Lebensmittel erst 1917 funktionierte. Im Anzeiger erschienen Aufrufe zum Dörren und Konservieren von Obst und Gemüse, zum Sammeln von Lindenblüten und Buchnüssen.

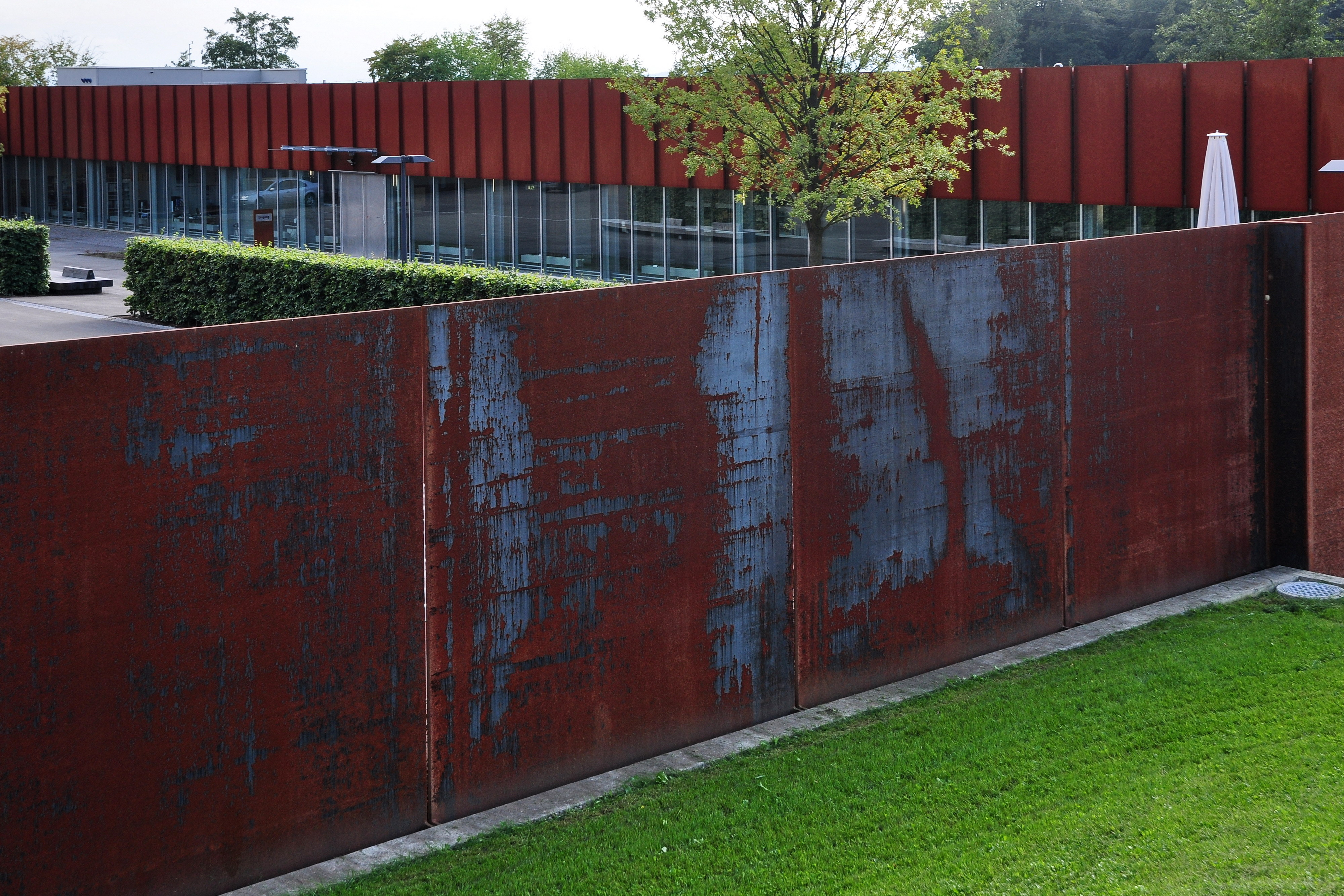
Sammlungszentrum des Schweizerischen Landesmuseums

Nach dem Bau der kantonalen Zeughäuser 1938 wurde Affoltern Mobilmachungsplatz. 1986 deckten die neuen Zeughausbauten den erhöhten Platzbedarf für das Militär ab. 1995 gab der Bund mit der Armeereform die Bauten in Affoltern für eine neue Nutzung frei. Das Schweizerische Landesmuseum brachte in den alten Zeughäusern Kulturgüter unter. Nach baulichen Anpassungen entsteht in den neueren Bauten das Sammlungszentrum mit Ateliers und Labors für die Konservierung.
Die Hälfte des Bodens ist landwirtschaftlich genutzt. 1990 zählten nur noch knapp 3 Prozent der Arbeitsplätze zum 1. Sektor; 1940 waren dies noch 13 Prozent. Industrien wie graphisches Gewerbe, Feinmechanik, Chemie, Computersysteme, Bauzubehör bieten vor allem im Industriegebiet südwestlich von Affoltern Arbeitsplätze. 1990 waren von über 4000 Erwerbstätigen in Affoltern am Albis 49 Prozent Zupendler und 57 Prozent Wegpendler.
1990 feierte Affoltern mit einem dreitägigen Fest das 800-jährige Bestehen. Ein Festspiel und ein grosser Festumzug liessen die Geschichte vergangener Jahrhunderte nochmals aufleben. Die Gemeinde widmete Jakob Dubs einen Brunnen, welcher von Dieter Brönnimann entworfen wurde.
1995 wurde nach jahrelangem Widerstand und auf redimensionierter Basis das Migros-Center mit Läden und Wohnblöcken eröffnet, und 1996 wurde nach fast 25-jährigem Hin und Her die Geschützte Operationsstelle (GOPS) eröffnet. Sie hatte rund 10 Millionen Franken gekostet und wurde primär zum Schutz vor kriegerischen Ereignissen gebaut. 2005 wurde die GOPS zu einem Lagerraum für Patientendokumente, Röntgenbilder, medizinische Produkte und für Möbel umfunktioniert.
Zwischen 1998 und 2000 wurden im Gebiet Lindenmoos die Überbauung Coopark, Jumbo und Manor mit Bau- und Fachmärkten gebaut. In den Jahren 2003 bis 2004 plante die Gemeinde Affoltern am Albis einen Neubau des Gemeindehauses mit Saal, da das alte Gemeindehaus zu klein wurde und manche Abteilungen in gemieteten Wohnungen untergebracht waren. 2005 wurde auf Grund häufiger Überschwemmungen direkt oberhalb des Dorfes das Hochwasserrückhaltebecken Jonenbach gebaut. Zwei Jahre später wurde es in Betrieb genommen. Am 25. November 2007 stimmte die Bevölkerung der Einrichtung einer Begegnungszone an der Oberen Bahnhofsstrasse zu.

## Wappen
| | Blasonierung: «Gespalten, links in Gold ein grüner Apfelzweig mit drei roten Früchten, rechts in Silber und Schwarz geschacht.» |
| Wappenbegründung: Die Geschichte des Wappens geht zurück bis in das 14. Jahrhundert. Eine eingerichtete Gemeindewappenkommission schlug das Wappen derer von Affoltern als Wappen für die Gemeinde vor. Jenes Wappen erfuhr 1493 seine erste Erwähnung in Gerold Edlibachs Wappenbuch; auch auf der Karte «Von dem Zürichgau» von J. Murer aus dem Jahre 1566 ist dieses Wappen zu finden. In seiner Ursprungsform trug der abgebildete Zweig keine Früchte, die oben genannte Kommission deutete aufgrund historischer Quellen diesen jedoch als Apfelzweig. Die heutige Erscheinungsform wurde am 27. November 1929 erfolgreich als Vorschlag in den Gemeinderat eingebracht. Einen Apfelbaum auf blauem und von der Querwurzel auf grünem Grund als Gemeindezeichen der Gemeinde Affoltern zu etablieren, wurde etwa 1837 versucht. In diesem Jahr wurde Affoltern Hauptort des Bezirkes Affoltern. Der Baum war laut der Edlisbachschen Chronik schon im 15. Jahrhundert Abzeichen des niederen Freiamtes, zu dem die Gemeinde damals gehörte. Da der Apfelbaum jedoch schon das Zeichen der in Emmental ansässigen Herren von Affoltern war, entschied sich die Wappenkommission gegen eine solche Variante. Der Apfelbaum findet sich heute auf amtlichen Stempeln, Vereinsfahnen und auf einer Glaswand in der reformierten Kirche. | |

## Bevölkerung
| Jahr | Einwohner |
| ---- | --------- |
| 1736 | 1'060     |
| 1850 | 1'855     |
| 1900 | 3'084     |
| 1950 | 3'053     |
| 2000 | 9'897     |
| 2005 | 10'133    |
| 2010 | 11'063    |
| 2015 | 11'695    |
| 2020 | 12'246    |
| 2022 | 12'524    |

In Affoltern leben 12'588 Personen (Stand 2022). 29,5 % der in Affoltern gemeldeten Einwohner besitzen keinen Schweizer Pass. 2010 waren 15,3 % der Einwohner jünger als 15 Jahre, und 6,4 % der Einwohner waren zwischen 15 und 19 Jahren. Zwischen 20 und 64 Jahren sind 63,2 % der Einwohner. Älter als 64 Jahre waren 15,2 % der Einwohner.
In der Zeit nach dem Zweiten Weltkrieg war ein starker Zuwachs zu verzeichnen. Innerhalb von 30 Jahren wuchs die Bevölkerung von 3'053 Einwohnern auf 7'363 Einwohner.

### Sprachen
Die Amts- und Verkehrssprache Deutsch, welche im alltäglichen Umgang überwiegend als Zürichdeutsch gesprochen wird, benutzen gemäss der Volkszählung 2000 77,7 Prozent der Einwohner als Hauptsprache.

### Religionen, Konfessionen
Affoltern ist seit der Reformation traditionell protestantisch, inzwischen ist der Anteil der römisch-katholischen mit 23,70 % höher als der der evangelisch-reformierten Religionsgruppe mit 22,36 %. 53,94 % haben eine andere oder keine Religionszugehörigkeit (Stand: 2023).
Daneben gibt es in Affoltern eine Vielzahl von freikirchlichen Gemeinden und kleineren Glaubensgemeinschaften. So existieren Versammlungsorte der folgenden Gemeinschaften: Chrischona-Gemeinde, Evangelisch-methodistische Kirche, Neuapostolische Kirche, Evangelische Täufergemeinde, Freie Evangelische Gemeinde, Zeugen Jehovas, Freie Missionsgemeinde, Heilsarmee, Pfingstgemeinde Affoltern am Albis und verschiedene freie Gemeinden.
Ein starkes Wachstum in Affoltern verzeichnet die islamische Gemeinschaft: Die Anzahl Muslime stieg auf 7,6 % an. Daher gibt es im Industriegebiet von Affoltern eine kleine Hinterhofmoschee. Immer mehr Personen in Affoltern bezeichnen sich als konfessionslos; der Anteil der Konfessionslosen (10 %) und derjenigen ohne Angabe einer Konfession (3,9 %) betrug im Jahr 2000 zusammen 13,9 %.

### Soziales
Im Jahr 2022 waren laut dem Statistischen Amt des Kantons Zürich 170 Personen in Affoltern als arbeitslos gemeldet. Das entspricht einer Arbeitslosenquote von 2,1 % (Stand 2022). Der Frauenanteil in Affoltern betrug im Jahre 2022 49,8 %.

## Politik
| Partei                                                     | 2019  | 2023  | Diff.    |
| ---------------------------------------------------------- | ----- | ----- | -------- |
| SVP                                                        | 30,31 | 32,19 | +1,89    |
| SP                                                         | 14,65 | 15,73 | +1,08    |
| FDP                                                        | 13,39 | 12,46 | −1,92    |
| glp                                                        | 12,67 | 11,47 | −0,20    |
| Mitte                                                      | –     | 8,44  | + 1,90 1 |
| Grüne                                                      | 12,59 | 8,09  | −4,50    |
| EVP                                                        | 6,62  | 6,02  | −0,60    |
| CVP                                                        | 4,54  | –     | –        |
| BDP                                                        | 2,00  | –     | –        |
| AuF ZH 2                                                   | –     | 1,42  |          |
| EDU                                                        | 1,34  | 1,17  | −0,17    |
| andere (8/11)                                              | 1,92  | 2,99  | +1,07 %  |
| 1 Vergleich zur Addition von CVP und BDP 2 Aufrecht Zürich |       |       |          |

Die Versammlung der Stimmberechtigten, die Gemeindeversammlung, übt die Legislativgewalt aus. Ausführende Behörde (Exekutive) ist der siebenköpfige Stadtrat:
- Eveline Fenner (EVP), Gemeindepräsidentin
- Felix Fürer (SP)
- Markus Gasser (EVP)
- Claudia Ledermann (glp)
- Meier Markus (FDP)
- Claudia Spörri (SVP)
- Eliane Studer Kilchenmann (parteilos)

## Wirtschaft
Rund 4800 Arbeitnehmer werden in 127 industriellen und gewerblichen Betrieben sowie in 445 Dienstleistungsbetrieben beschäftigt. Mit über 480 Personen ist das Bezirksspital der grösste Arbeitgeber.

### Gewerbe
Seit 1974 wird der Sparschäler «Rex» von der Zena AG in Affoltern hergestellt. Die Schweizerische Post hat den Sparschäler als Motiv der 15-Rappen-Marke in ihre Serie zum Thema «Designklassiker der Schweiz» von 2004 aufgenommen.
Die erste Textilfabrik im Bezirk Affoltern wurde 1827 in Betrieb genommen. Es war eine Spinnerei. 1846 nahm die Seidenweberei Näf den Betrieb auf. 1912 wurde die Obstverwertungsgesellschaft OVA gegründet. Die Bauern brachten im Herbst grosse Mengen an Obst, aus denen Fruchtsäfte aller Art hergestellt wurden. Im Jahre 2000 musste aus finanziellen Gründen das Areal geschlossen werden. Dadurch gingen rund 60 Arbeitsplätze verloren. Gebäude und Areal der OVA werden jetzt für verschiedene Zwecke genutzt. Heute gibt es einen Skatepark auf dem OVA-Areal.

### Fernwärmenetz
Seit 1993 verfügt die Gemeinde über ein Fernwärmenetz, das von einer Heizgenossenschaft Affoltern am Albis HGA gespeist wird. Die Holzschnitzel stammen aus dem gemeindeeigenen Wald. Die Schnitzelheizung lieferte im Jahr 2003/04 15 Mio. kWh. Mit Fernwärme werden über 100 Liegenschaften und zahlreiche öffentliche Gebäude versorgt.

### Bankwesen
Ab dem 13. Jahrhundert wurden erste Darlehen gewährt, u. a. von kirchlichen Institutionen und von reichen Kauf- und Handelsleuten, so beispielsweise vom Kirchengut Rifferswil im Jahre 1551. Am 1. Juli eröffnete die Gemeinnützige Gesellschaft des Bezirks Affoltern (GGA) die Bezirks-Ersparniskasse. Die Mindesteinlage war 1 Gulden und 10 Schilling. Das waren im Jahre 1850 3,18 Franken. Der damals durchschnittliche Stundenlohn eines Spinners betrug 8 Rappen, und für ein Pfund Brot arbeitete er zwei Stunden.
Mit dem neuen Bankengesetz wurde im Jahre 1869 die Zürcher Kantonalbank gegründet. Sie eröffnete 1871 in Affoltern ihre zweite Filiale.
- Am 13. Mai 1963 wurde als zweite Bank die Clientis Sparcassa 1816 in Affoltern am Albis eröffnet.
- Am 1. Oktober 1971 fasste die UBS in Affoltern Fuss.
- Am 1. Oktober 1988 kam noch die Schweizerische Volksbank hinzu.
- Am 5. April 2004 liess sich die Raiffeisenbank nieder.

## Verkehr

### Öffentlicher Verkehr

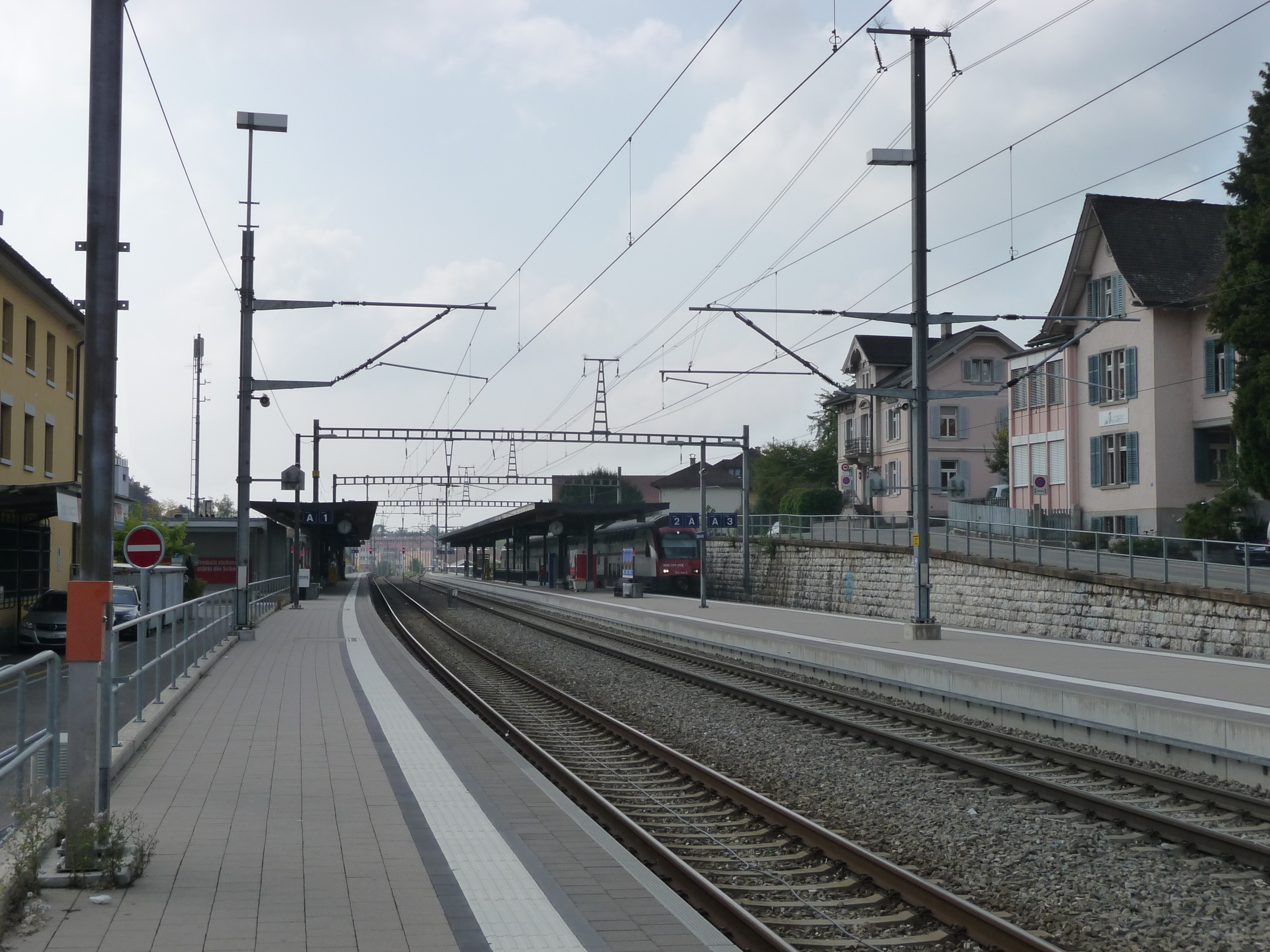
Der Bahnhof Affoltern am Albis

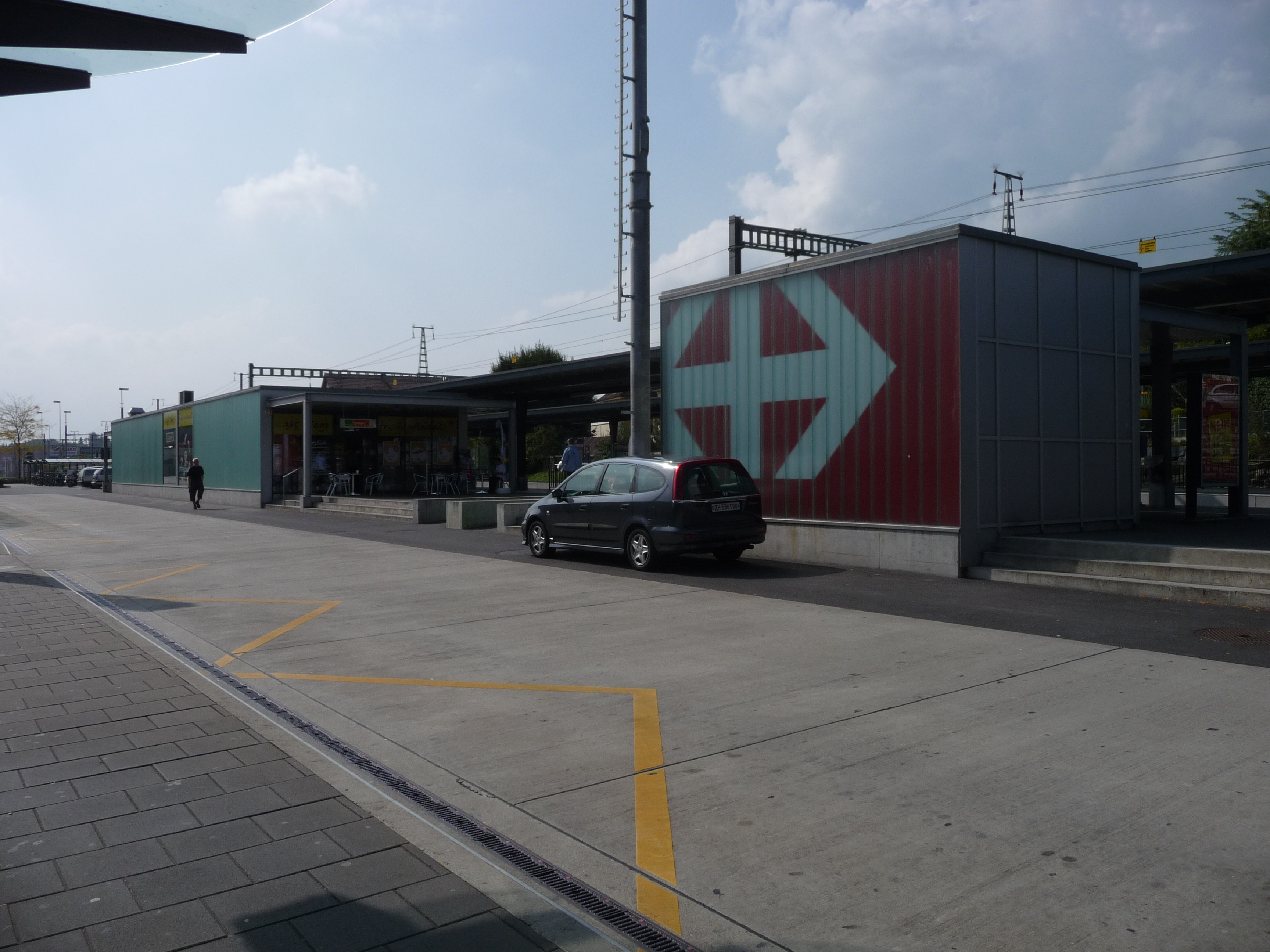
Der Bahnhof mit Busbahnhof

Die Bahnstrecke Zürich–Zug, auch Aemtlerlinie, wurde am 1. Juni 1864 von der Zürich-Zug-Luzern-Bahn eröffnet. So wurde das Bauerndorf erstmals mit Zürich und Zug verbunden. 1880 wurde der Gotthardtunnel durchschlagen, und die Aemtlerstrecke stieg zur Strecke ersten Ranges auf. Jeder Gemeinde wurde ein Kredit von 339'500 Franken für den Bau der Eisenbahnstrecke gewährt. 15 Jahre lang lag Affoltern an der Verbindung München–Zürich–Mailand, bis 1897 die Neubaustrecke von Thalwil über das Sihltal die Aemtlerlinie wieder zu regionaler Bedeutung herabsinken liess. Am 15. Oktober 1932 wurden die Dampfloks abgestellt, da sie auf der Strecke nicht mehr erforderlich waren. Die Strecke wurde mit 15 kV 16,7 Hz elektrifiziert.
1873 wurde eine schmalspurige Eisenbahnstrecke von Muri über Affoltern nach Unterägeri geplant. Diese Strecke wurde auf Grund der hohen Kosten (rund 35'000 Franken pro Kilometer) nicht gebaut.
Der Bahnhof Affoltern am Albis wird von der Linie S 5 Zug – Affoltern a. A. – Zürich HB – Uster – Pfäffikon SZ  und S 14 Affoltern a. A. – Altstetten – Zürich HB – Oerlikon – Wallisellen – Hinwil  der S-Bahn Zürich bedient, die einen «gerundeten» Viertelstundentakt ermöglichen. Zudem verkehrt während der Nächte am Wochenende die SN5 Knonau – Zürich HB – Uster – Pfäffikon SZ .
Ab Affoltern a. A., Bahnhof verkehren mehrere Postautolinien:
- 200 Affoltern a. A. – Hedingen – Bonstetten – Wettswil – Zürich Enge
- 212 Affoltern a. A. – Obfelden – Ottenbach
- 214 Affoltern a. A. – Zwillikon – Ottenbach
- 215 Affoltern a. A. – Bickwil – Ottenbach – Jonen – Oberlunkhofen – Arni AG – Aesch ZH – Birmensdorf ZH – Zürich Wiedikon
- 217 Affoltern a. A. – Obfelden – Merenschwand – Muri AG (betrieben von A-Welle)
- 223 Affoltern a. A. – Mettmenstetten – Rifferswil – Hausen am Albis
- 225 Affoltern a. A. – Aeugst am Albis

### Individualverkehr

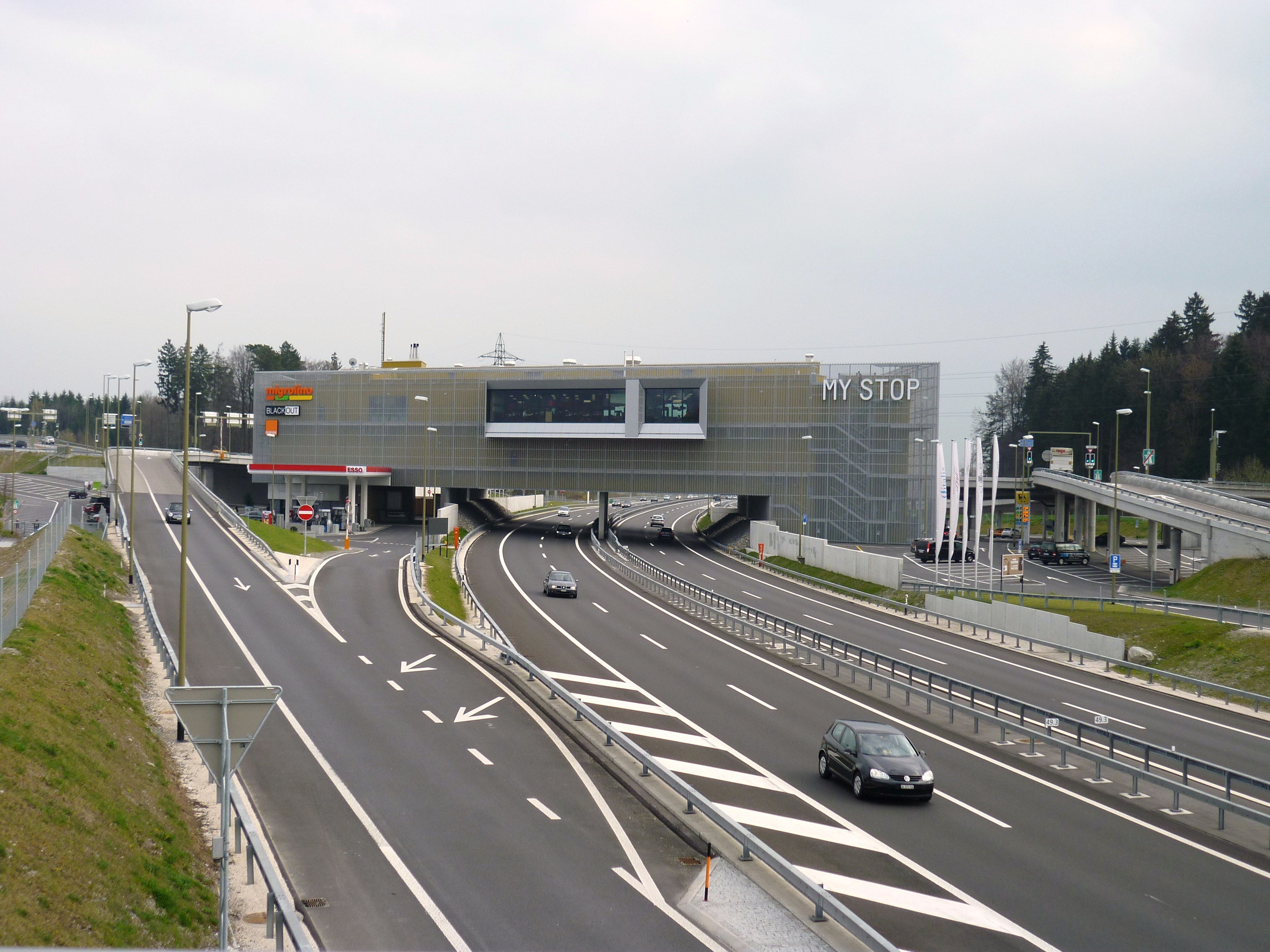
Die Ausfahrt Affoltern und die Raststätte Knonauer Amt

1829 erhielt der Bezirk Affoltern die erste durchgehende Strassenverbindung von Zürich über Affoltern am Albis nach Zug. Durch Affoltern am Albis verkehrt die Hauptstrasse 382 – namens Zürichstrasse – von Zürich nach Cham. Das 1996 in Bau genommene Verkehrsdreieck Zürich West entlastete Affoltern am Albis vom Durchgangsverkehr von Zug/Gotthard/Luzern nach Zürich. Der rollende Verkehr von Mettmenstetten hat eine eigene Anfahrt zur Einfahrt Affoltern, und die Bewohner von Hedingen und Bonstetten nutzen die Auffahrt Wettswil. Der Anschluss Affoltern am Albis, der im südwestlichen Teil des Ortes liegt, verbindet die Nationalstrasse mit dem lokalen Strassennetz. Mit dem Autobahnanschluss wird Zürich durch den Uetlibergtunnel in ungefähr 15 Minuten Fahrzeit erreicht. Am 13. November 2009 wurde der Autobahnanschluss Affoltern und die Autobahnraststätte an der Autobahn A4 eröffnet.

## Infrastruktur

### Sicherheit
Im Jahr 1902 wurde ein Krankenasyl für 30 Patienten eröffnet. Es wurde von vier Krankenschwestern und einem Arzt betreut. 1930 wurde mit Hilfe von Spenden ein Neubau für 70 Patienten erweitert. Im Jahre 1958 wurde ein Zweckverband gegründet. Alle 14 Gemeinden verpflichteten sich, mit Steuererträgen die anfallenden Defizite zu übernehmen. 14 Jahre später wurde ein Heim für chronisch Kranke eröffnet. In den 1980er Jahren wollte die kantonale Gesundheitsdirektion die Schliessung der Gebärabteilung. Dies scheiterte an dem Widerstand der Bevölkerung. Sechs Jahre später entstand das Alterspflegeheim Sonnenberg, und der Regierungsrat bewilligte weitere Ausbaupläne. Im Jahre 1992 wurde die kunst- und ausdrucksorientierte Psychotherapie eröffnet. Zwölf Jahre später wurde ein Psychiatriestützpunkt eröffnet, der auch Einrichtungen für Kind und Eltern hatte. Ein Bettenpavillon für Zusatzversicherte wurde im Jahr 2006 eröffnet.
In den Jahren 1996 bis 2003 sorgte ein von der Gemeinde aus Freiwilligen organisierter Gemeindeordnungsdienst mit nächtlichen Patrouillen für eine Beruhigung. Seit Ende 2003 ist die Gemeindepolizei im Einsatz, welche für die Gemeindegebiete Affoltern, Bonstetten, Hausen am Albis, Hedingen, Mettmenstetten und Obfelden zuständig ist. Im Bezirksgebäude in Affoltern sind der Kantonspolizeiposten, die Bezirksverwaltung und das Bezirksgefängnis untergebracht. Die Stützpunktfeuerwehr besteht aus ungefähr 80 Personen, welche in zwei Löschzüge unterteilt sind. Die Stützpunktkompanie muss bei allen grossen Ernstfällen im Bezirk Affoltern ausrücken.

### Medien
Die Regionalzeitung Anzeiger aus dem Bezirk Affoltern ist parteiunabhängig. Die Zeitung legt regionale und lokale Schwerpunkte. Die Auflage ist mindestens doppelt so hoch wie bei einer Abonnementslösung, da die Kosten zu 100 Prozent von den Gemeinden gedeckt werden. Seit dem Jahr 1847 wird die Zeitung von der Weiss Medien AG in Affoltern publiziert. Der am Dienstag und Freitag erscheinende Anzeiger wird von über 28'000 Personen gelesen. Die Produktion des Blattes erfolgt in Affoltern, es wird in Aarau gedruckt. Seit 1999 ist die Weiss Medien AG ein Tochterunternehmen der AZ Medien.

### Bildung
1638 wurde in einer Bauernstube erstmals Schule gehalten. Um 1670 entstand neben dem Pfrundhaus ein Schulgebäude, das 1817 durch einen Neubau ersetzt wurde. Von 1826 an gingen die älteren Kinder in die Amtschule nach Mettmenstetten. 1855 wurde eine weitere Sekundarschule in Hedingen gegründet. Nachdem 1879 im Chilefeld ein neues Primarschulhaus entstanden war, wurde dort 1899 das erste Sekundarschulhaus gebaut und am 22. April 1900 eröffnet. Heute ist dort die Primarschule Stigeli untergebracht.
Die Schulgemeinde Zwillikon wurde 1926 mit jener von Affoltern am Albis vereinigt, und die Zwilliker und Aeugster Schüler gingen seither in die Sekundarschule nach Affoltern. Seit 1971 steht das Oberstufenschulhaus für Affoltern und Aeugst am Albis in Ennetgraben. Im Primarschulbereich wurde 1966 das Schulhaus Butzen mit einer Zivilschutzanlage neu gebaut, 1975 folgte der Neubau des Schulhauses in Zwillikon, und auf das Schuljahr 1991/1992 wurde das Schulhaus Semper eröffnet. Die nächste Kantonsschule befindet sich in Urdorf.

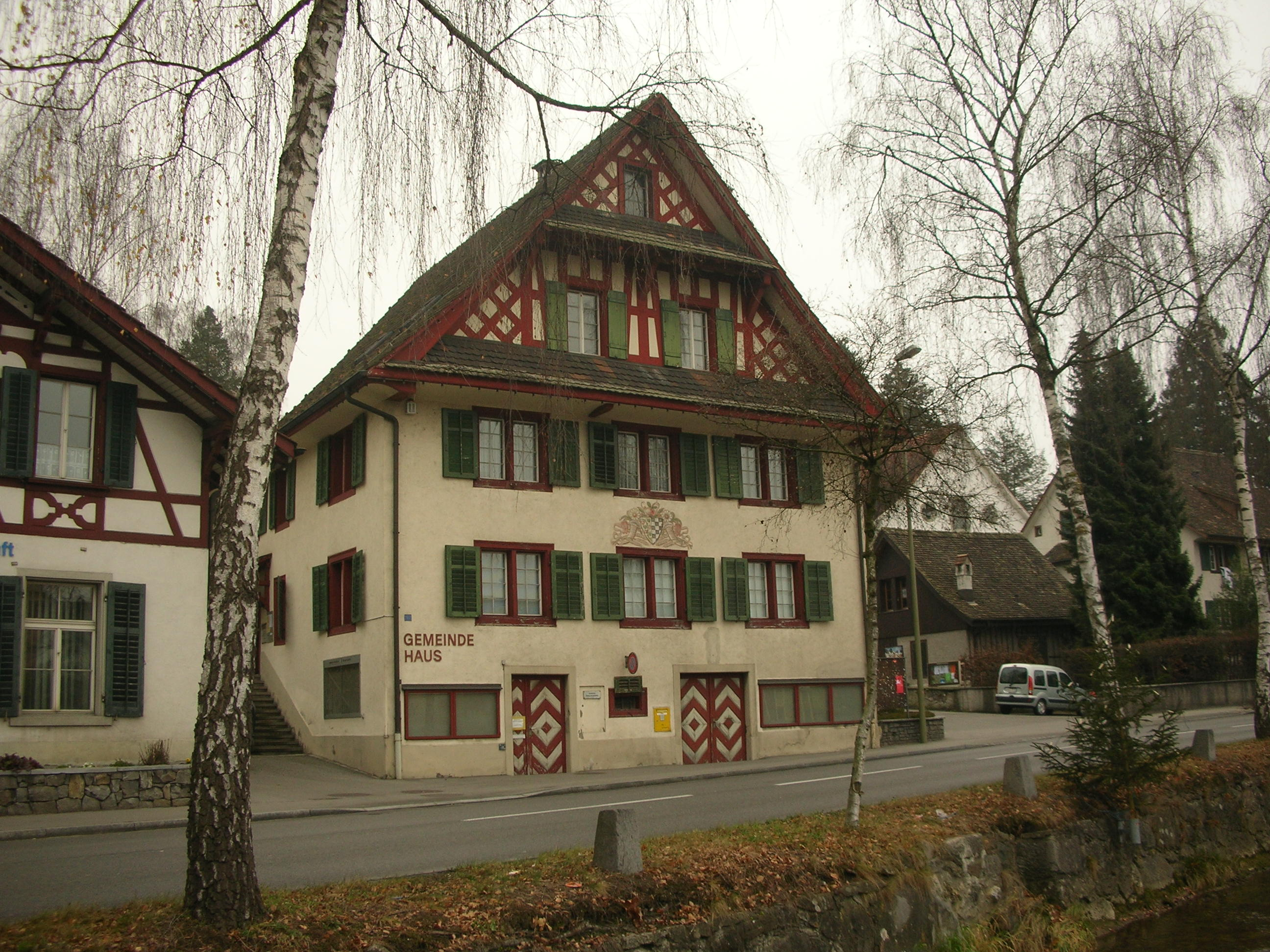
Altes Gemeindehaus, früher Schule mit Wappen von Affoltern am Albis in Fassadenmitte
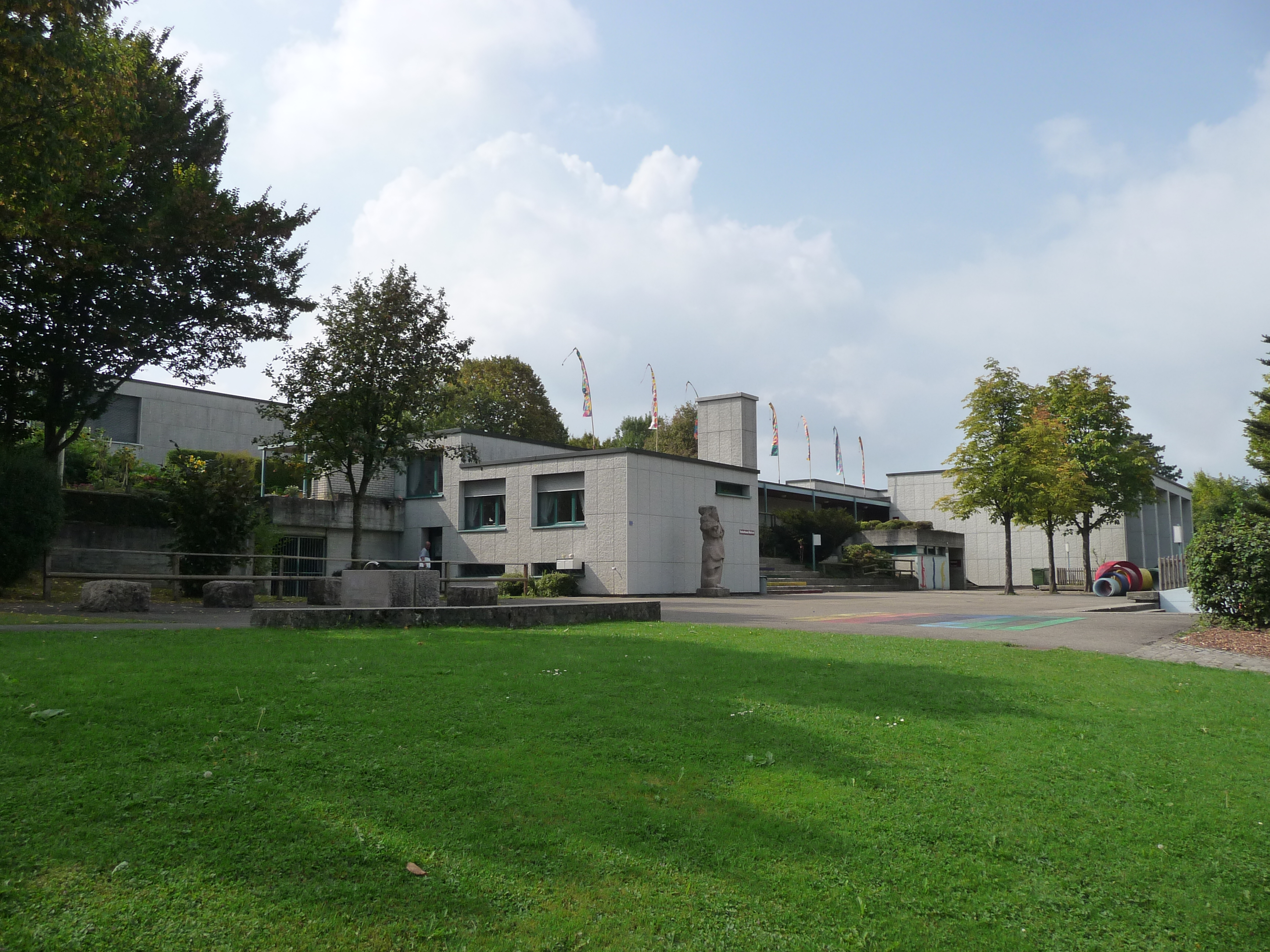
Das Unter- und Mittelstufenschulhaus Butzen
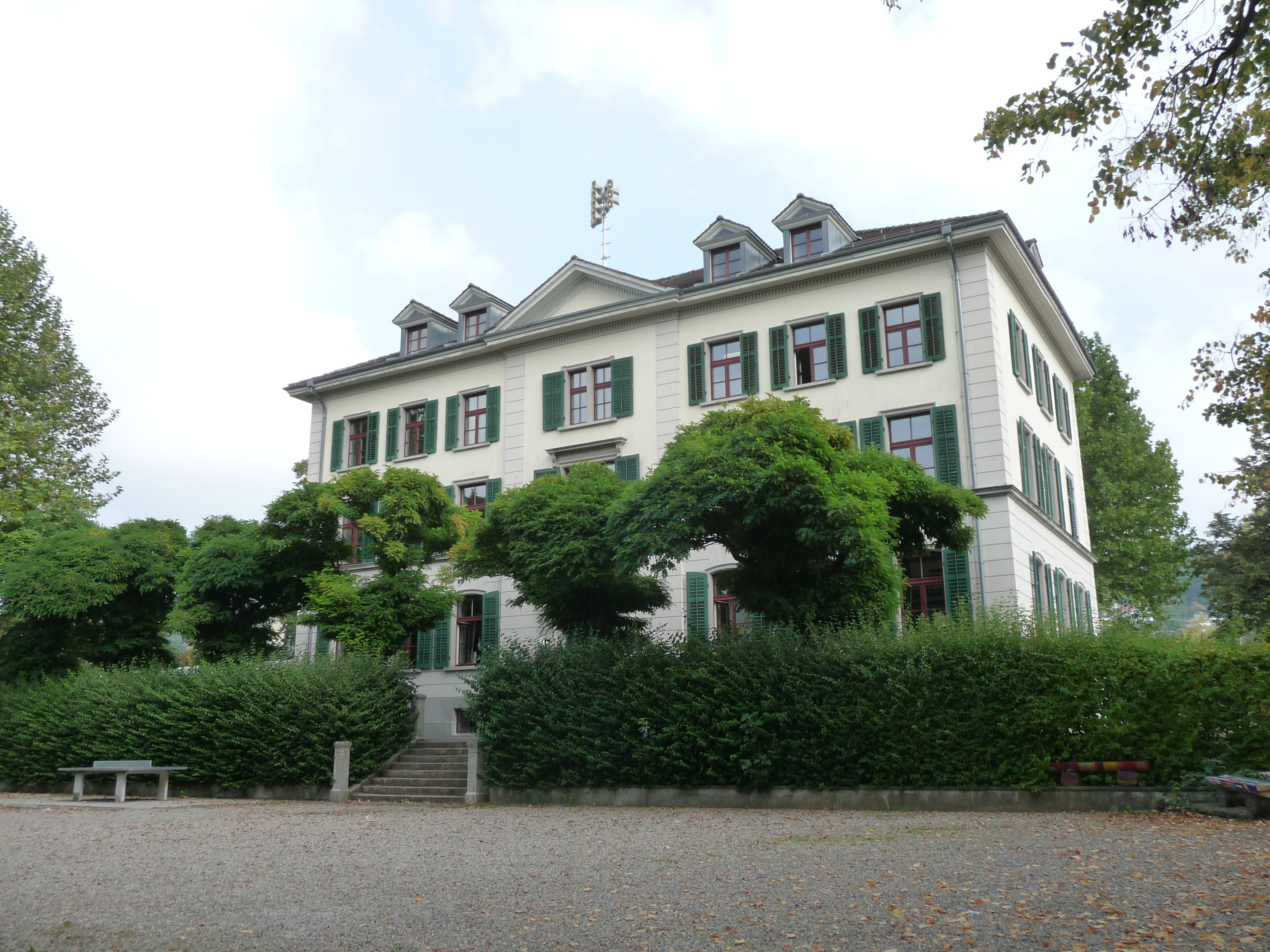
Zweites Schulhaus, das Chilefeld

## Sport
In Affoltern gibt es eine Vielzahl von Vereinen und Clubs. Zu den grössten gehört der FC Affoltern am Albis. Der Fussballclub wurde 1935 gegründet und spielte 2011/2012 in der 2. Liga. Es gibt zahlreiche öffentliche und private Sport- und Freizeitanlagen. Auf der Freizeitanlage Moos und dem Vita Parcours kann selbst Sport ausgeübt werden. Es gibt eine Tennishalle und mehrere Tennisplätze, weiter eine Minigolf- und eine Golfanlage. Bei der Sekundarschule und den Primarschulhäusern gibt es Sportplätze. Während der Sommermonate ist das Freibad Stigeli geöffnet, es bietet ein Schwimm- und Springbecken und zwei Kinderbecken.
Jährlich findet der sogenannte Chlauslauf statt, an dem Menschen verschiedenen Alters teilnehmen. Er findet während des Chlausmarktes statt. Im Jahre 2003 fand in Affoltern die Duathlon-Weltmeisterschaft statt. Die Tour de Suisse 1987 und 1993 starteten in Affoltern.

## Kultur und Sehenswürdigkeiten

### Gebäude

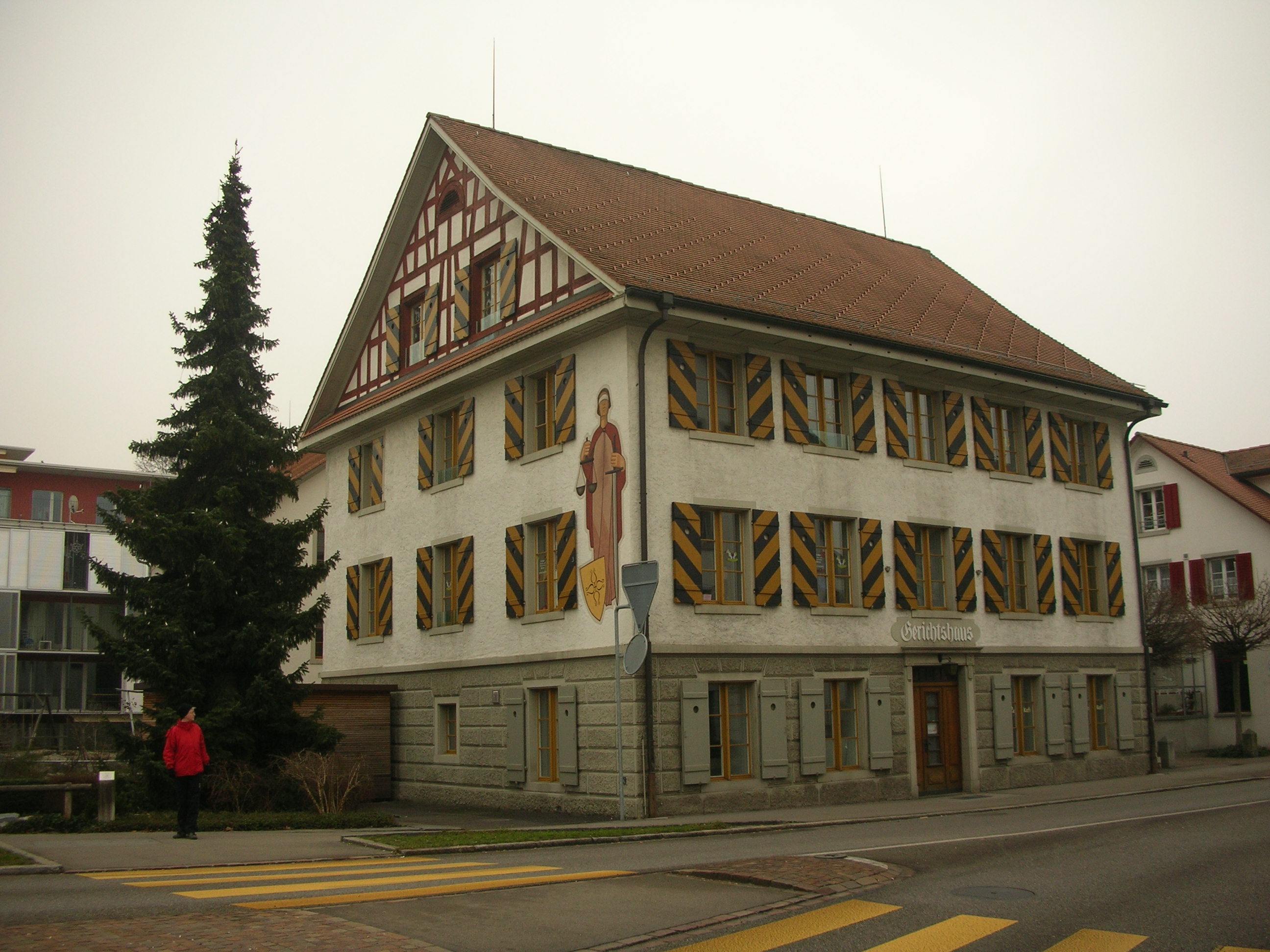
Das Gerichtshaus mit dem Wandbild Justitia

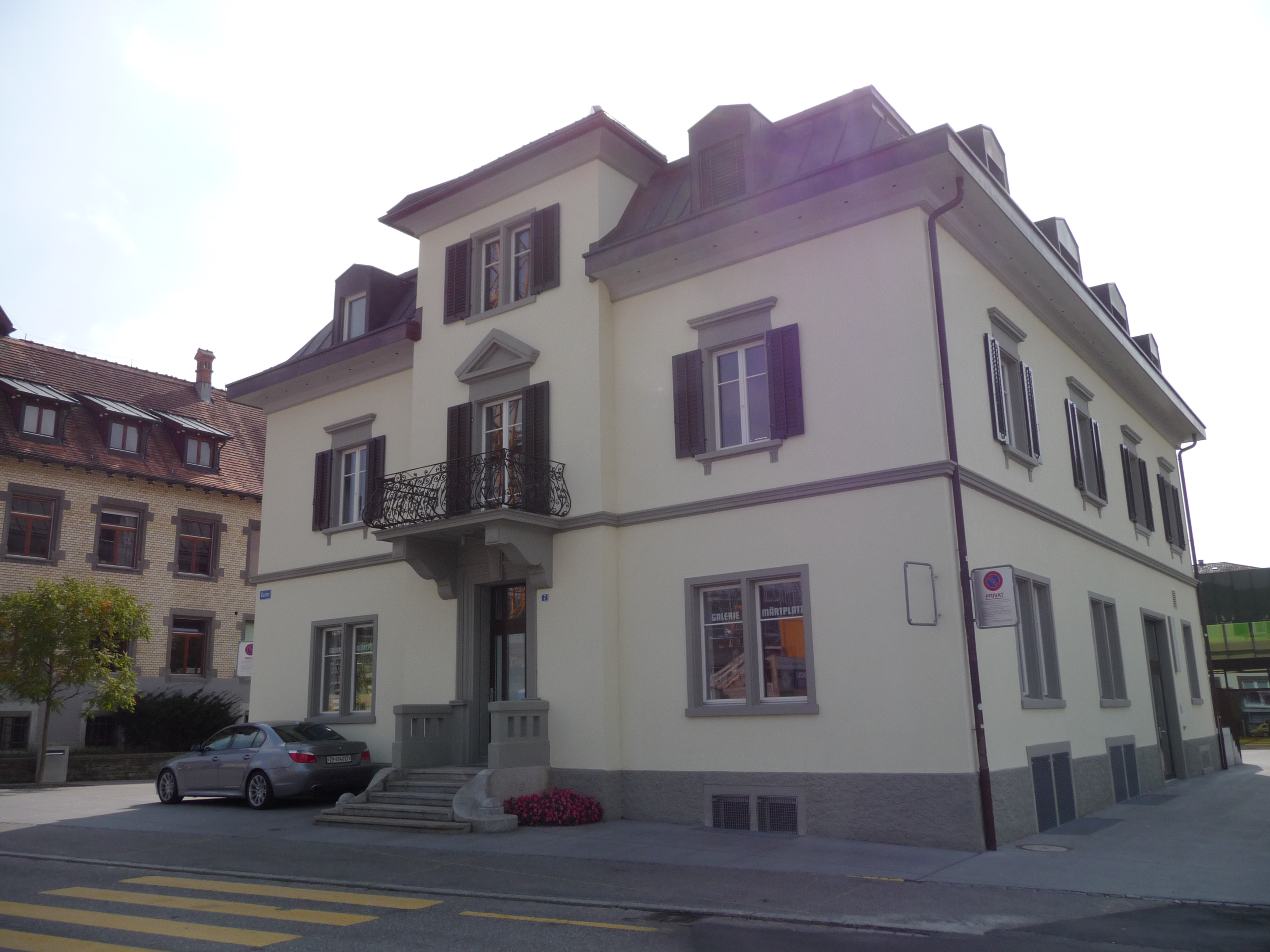
Das Casino

Die Hauptsehenswürdigkeit ist die barocke reformierte Kirche. Ihr Vorgängerbau wurde 1213 erstmals in einem Dokument erwähnt. Bei der Kirchenrenovation 1975 wurden die ersten Grundrisse entdeckt. Die heutige Kirche liegt nahe dem Zentrum Oberdorf. Sie wurde mehrmals erweitert und umgebaut.
Das Gerichts- und das alte Gemeindehaus sind von Bedeutung. Das Bezirksgerichtshaus wurde 1839 von der Familie Dubs gebaut. Bis 1876 werden als Besitzer des Bezirksgerichtshauses Mitglieder der Familie erwähnt. 1876 kam das Gebäude in den Besitz der Gemeinde Affoltern am Albis und liegt am Kronenplatz, neben dem Jakob-Dubs-Brunnen. Auf der nördlichen Mauer des Gerichtsgebäudes befindet sich das Wandbild Justitia von Paul Fischer.
Im alten Gemeindehaus wurde 83 Jahre Schule gehalten. In der zweiten Hälfte des 20. Jahrhunderts wurden in der Gemeinde Planungen durchgeführt und in ihrem Rahmen die schützenswerten Bauten, Dorfbilder und Kunstdenkmäler inventarisiert. Besondere moderne Bauten sind das Alterswohnheim, das 1970 erbaut wurde, und die Friedhofskapelle, die 1981 eröffnet wurde.
In Affoltern am Albis gibt es ein einziges Museum, und dieses liegt nicht im Ort selber, sondern in Zwillikon. Das Dorfmuseum von Affoltern am Albis und Zwillikon befindet sich in einer ehemaligen Militärunterkunft und zeigt vor allem die Geschichte der beiden Orte auf. Die älteste Darstellung in dem Museum ist eine Urkunde aus dem Jahre 1190.
In Affoltern am Albis gab es bis 1987 ein kleines Kino. Zwei Jahre nach der Schliessung des Kinos Löwen wurde das «Kinofoyer Lux» in der Aula Ennetgraben gegründet. Am 26. September 1989 wurde der erste Film gezeigt. Heute veranstaltet das «Kinofoyer Lux» rund 20 Vorführungen pro Jahr.

### Lilienberg und Lilienhof
Der Theologe und Arzt Johann Jakob Egli baute das Kurhaus und Kneippanstalt zur «Arche» (heute Restaurant-Hotel Arche) auf und leitete es ab 1890. Da das Haus bald zu klein war, wurden die beiden schlossartigen Kurhäuser Lilienberg und Lilienhof eröffnet. Nach Eglis Tod 1905 blieben die Patienten aus; der Lilienberg wurde 1914 geschlossen und von der Stadt Zürich gekauft. Er war bis 1986 ein städtisches Altersheim und seither ein Durchgangszentrum für Asylsuchende. Der Lilienhof änderte mehrmals die Zweckbestimmung und ist heute ein Rehabilitationszentrum für Kinder und Jugendliche.

### Sammlungszentrum des Schweizerischen Nationalmuseums
In Affoltern befindet sich das Sammlungszentrum des Schweizerischen Nationalmuseums, dessen Sammlung als Kulturgut von nationaler Bedeutung eingestuft ist. Die Sammlung, in der über 800'000 Objekte inventarisiert, restauriert und aufbewahrt werden, ist im ehemaligen Zeughaus untergebracht, das 2007 von Stücheli Architekten umgebaut wurde. Die drei Zeilen des ehemaligen Militärkomplexes wurden dabei mittels einer Corten-Fassade zu einer Einheit zusammengefasst, die Assoziationen an strichcodeartige Formen weckt und so die Identifizierung und Lagerung der Objekte betont. Neben dem eigentlichen Objektzentrum gibt es Ateliers und Labors der Konservatoren und ein Dienstleistungszentrum mit Räumen für Registrierung, Leihverkehr und die fotografische Dokumentation.

## Persönlichkeiten
- Jakob Dubs (1822–1879), Politiker (FDP)
- Josef Leinauer (1831–1891), deutscher Opernsänger
- Ernst Nievergelt (1912–1999), Radrennfahrer
- Albert Häberling (1919–2012), Komponist und Dirigent
- René Strehler (* 1934), Radrennfahrer
- Esther Fischer-Homberger (1940–2019), Psychiaterin und Medizinhistorikerin
- Irene Enderli (* 1943), Politikerin (SVP)
- Giuseppe Reichmuth (* 1944), Maler und Künstler
- Toni Bortoluzzi (* 1947), Politiker (SVP)
- Urs Lötscher (* 1956), Gleitschirmpilot
- Hans-Ulrich Bigler (* 1958), Verbandsfunktionär und Politiker
- Kurt Beutler (* 1960), Theologe
- Andreas Jordi (* 1961), Maler
- Ruedi Rüfenacht (* 1964), Politiker (EVP)
- Sabine Harbeke (* 1965), Bühnenautorin und Theaterregisseurin
- Roger Fayet (* 1966), Kunsthistoriker, Museumsleiter und Direktor des Schweizerischen Instituts für Kunstwissenschaft
- Yves Netzhammer (* 1970), Computerkünstler
- Monika Bolliger (* 1983), Journalistin, Arabistin und Autorin
- Nadine Masshardt (* 1984), Politikerin (SP)
- Marco Maurer (* 1988), Eishockeyspieler
- Cédric Weidmann (* 1991), Schriftsteller, Philologe und Literaturveranstalter
- Silvan Sidler (* 1998), Fussballspieler